# Protesterna i Rumänien 2017
Protesterna i Rumänien 2017 inleddes i början av januari, dagarna efter att regeringen Grindeanu tillträdde. Den huvudsakliga gnistan som tände många rumäners ilska och sporrade folk till massdemonstrationerna var att den nyinrättade regeringen, natten till den 1 januari, trots tidigare protester, i hemlighet fattade beslut om förändringar i strafflagen (motsvarande Brottsbalken i Sverige). Kritiker hävdade omedelbart att beslutets syfte var att stoppa och förhindra brottsundersökningarna, med fängelse som möjligt utfall, mot hundratals politiker som anklagats för omfattande korruption.. Samma natt som beslutet togs protesterade 25 000 personer. Nästa dag svällde protesterna till 300 000 personer, runt om i landet. Detta var de största demonstrationerna i Rumänien sedan den rumänska revolutionen i samband med kommunismens fall, och störtandet av Nicolae Ceaușescu.. Protesterna har därefter fortsatt, dag efter dag. Den 5 februari nåddes en peak med 5-600.000 demonstranter. Ett av huvudkraven, förutom att lagändringen ska upphävas, är att även regeringen avgår. Hitintills har demonstranterna lyckats att tvinga regeringen att dra tillbaka den omtvistade lagändringen (skall godkännas av Rumäniens parlament).